# Pałac w Boremlu
Pałac w Boremlu – wybudowany przez Franciszka Czackiego pod koniec XVIII w. w Boremlu.

## Historia
Franciszek Czacki w nowo zbudowanym pałacu 1 grudnia 1781 r. wystawnie podejmował króla Polski Stanisława Augusta Poniatowskiego, jadącego z Kamieńca Podolskiego. Obiekt został zrujnowany podczas powstania listopadowego, w trakcie bitwy pod Boremlem z udziałem żołnierzy generała Józefa Dwernickiego i wojsk rosyjskich.

## Zamek
Przed wybudowaniem pałacu, w Boromelu istniał dawny zamek, po którym nie ocalały do dziś żadne materialne ślady.

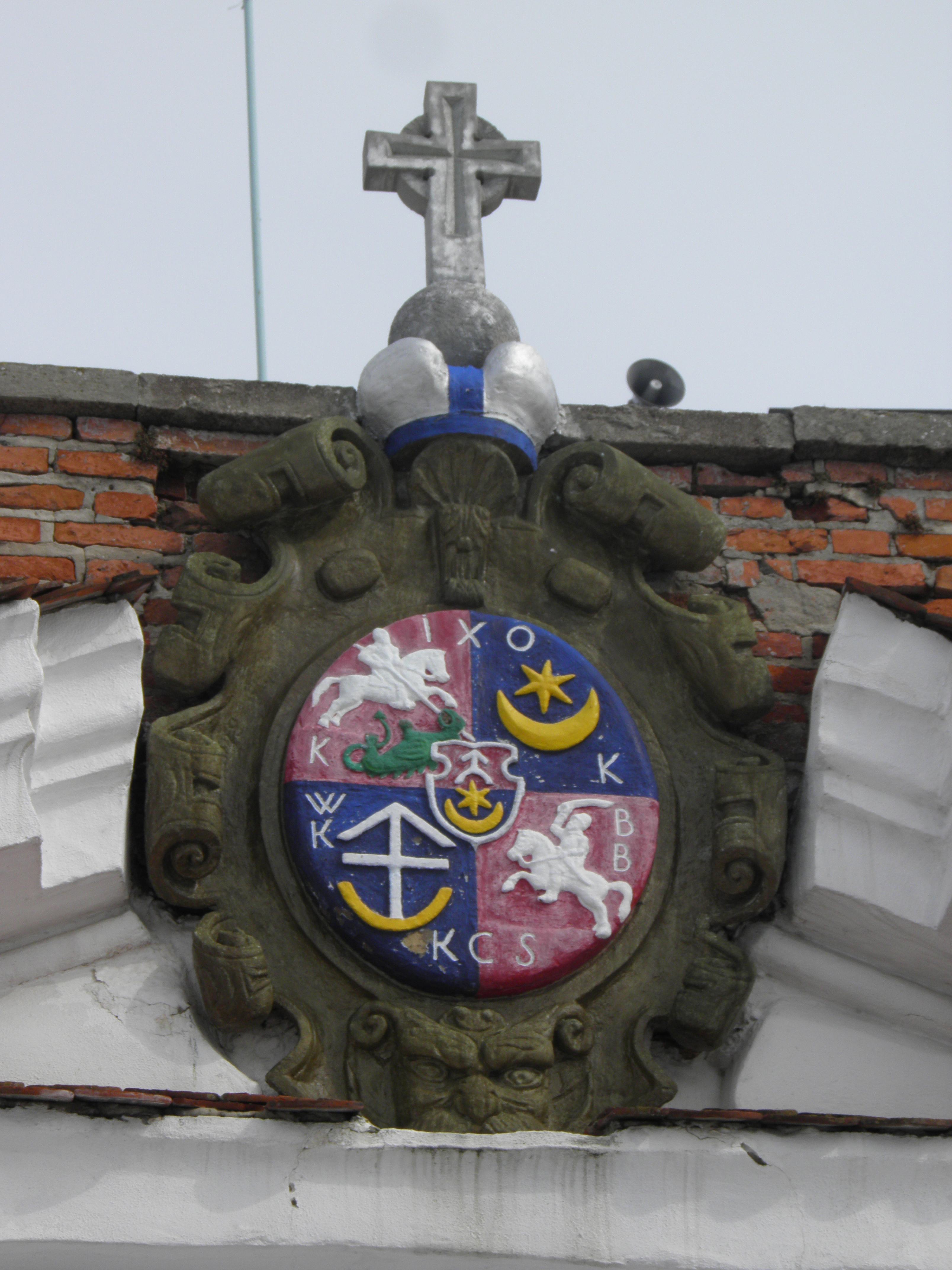
Herb nad bramą

## Pałac i park
Dwukondygnacyjny pałac zbudował Franciszek Czacki, syn Michała Hieronima Czackiego (1693-1745), kasztelana wołyńskiego i Konstancji Wielhorskiej (ur. 1703) w stylu późnobarokowym na rzucie szerokiego prostokąta. Ruiny obiektu, dawniej zwieńczonego dachem czterospadowym, były jeszcze widoczne pod koniec XIX w. Obok pałacu znajdowały się dwie oficyny oraz park krajobrazowy, założony latach 90. XVIII w. przez ogrodnika Dionizego Miklera, twórcę przeszło 50 parków i ogrodów na Wołyniu i Podolu. Park zaprojektowany był nad wysokim brzegiem przepływającego obok Styru.